# Eteneta-Menhir
Der Eteneta-Menhir (baskisch Etenetako Zutarria) ist ein neolithischer oder bronzezeitlicher Menhir, der sich ein paar hundert Meter östlich von Andoain in unmittelbarer Nähe zweier eisenzeitlicher Cromlechs südlich des Berges Adarramendi (kurz Adarra) in der Provinz Gipuzkoa (span. Guipúzcoa) in der Autonomen Region Baskenland in Spanien befindet.
Der schlanke Menhir aus Sandstein hat eine Gesamtlänge von etwa 3,0 m. Der sichtbare Teil misst mehr als 2,0 m. Der größere Cromlech hat etwa 4,5 m Durchmesser und Steine bis zu einer maximalen Höhe von 0,45 m. Der Eteneta-Menhir ist offenbar Teil des Steinkreises. Der andere Cromlech hat 2,7 m Durchmesser und besteht aus 24 Steinen, die niedriger als 0,37 m sind.
Die Cromlechs und der Menhir wurden von Luis Peña Basurto (1909–1990) und K. Mariezkurrena entdeckt.